# William Hamilton Maxwell
Pour les articles homonymes, voir Maxwell.
William Hamilton Maxwell est un romancier et historien irlandais d'ascendance écossaise, né le 30 juin 1792 à Newry (comté de Down, dans l'actuelle Irlande du Nord), mort le 29 décembre 1850 à Musselburgh (comté d'East Lothian, en Écosse).

## Biographie
William Hamilton Maxwell fait ses études à l'université de Dublin comme élève du Trinity College. Après ses études, il rejoint l'armée et participe aux combats de la guerre d'Espagne (1808-1814) et de la bataille de Waterloo. Il entre ensuite dans les ordres mais se voit révoqué pour absentéisme.
Ses romans, O'Hara et Stories from Waterloo (Récits de Waterloo), lancent un nouveau genre : le roman militaire burlesque, qui atteindra son apogée avec les œuvres de Charles Lever.
Maxwell publie également, de 1839 à 1841, une biographie d'Arthur Wellesley, premier duc de Wellington ainsi que, en 1845, une histoire de la rébellion irlandaise) de 1798 (History of the Irish Rebellion), illustrée par George Cruikshank et rééditée à au moins six reprises.

## Œuvres
- Stories of Waterloo; and other tales, éditeur non connu, Londres, 1829, 3 volumes.
  - Réédition en un volume : Richard Bentley, coll. « Standard novels » n° XXXI, Londres, 1833. Consultable en ligne.
- Wild Sports of the West. With legendary tales, and local sketches., éditeur non connu, Londres, 1832, 2 volumes.
- The Field Book: or, sports and pastimes of the United Kingdom, Effingham Wilson, Londres, 1833, viii-616 p. Consultable en ligne.
- The Dark Lady of Doona, Smith, Elder & Co., coll. « The Library of Romance » n° IX, Londres, 1833, 306 p. Consultable en ligne.
- My Life, Richard Bentley, Londres, 1835, 3 volumes. Consultable sur Google Recherche de livres : vol. 1, vol. 2.
  - Réédition ultérieure sous le titre « The adventures of Captain Blake, or My Life », R. Bentley, Londres, 1849, (LCCN 07019163).
- The Bibouac, or Stories of the Peninsular War, Richard Bentley, Londres, 1837, 2 volumes[2]. Consultable sur Google Recherche de livres : vol. 1 et vol. 2.
- The Victories of the British Armies, with anecdotes illustrative of modern warfare., Richard Bentley, Londres, 1839, 2 volumes. Consultable
- Life of Field-Marshal His Grace the Duke of Wellington, A. H. Baily & Co., Londres, 1839-1841, 3 volumes, (LCCN 06011356).
  - Ultérieurement réédité sous le nouveau titre « The life, military and civil, of the Duke of Wellington », G. Bell and sons, Londres, 1890, 3 volumes, (LCCN 15018495).
- The Fortunes of Hector O’Halloran and his man Mark Antony O’Toole (avec des illustrations de J. Leech), éditeur non connu, Londres, 1842, pagination non connue.
- Rambling Recollections of a Soldier of Fortune, éditeur non connu, Dublin, 1842.
- Memoirs of the Right Honorable Sir Robert Peel, T. C. Newby, Londres, 1842, 2 volumes, (LCCN 05001208).
- Wanderings in the Highlands and Islands, with sketches taken on the Scottish Border, being a sequel to “Wild Sports of the West.”, éditeur non connu, Londres, 1844, 2 volumes.
- Hints to a Soldier on service, éditeur non connu, Londres, 1845, 2 volumes.
- Hill Side and Border Sketches. With legends of the Cheviots and the Lammermuir., éditeur non connu, Londres, 1847, 2 volumes.
- The Irish Movements: their rise, progress and certain termination; with a few broad hints to Patriots and Pikemen., éditeur non connu, Londres, 1848.
- The adventures of Captain Blake, R. Bentley, Londres, 1849, (LCCN 07019163).
- Erin-go-Bragh; or Irish life pictures [With a biographical sketch, by Dr. Maginn.], éditeur non connu, Londres, 1859 (édition posthume), 2 volumes.